# Пастухов Микола Ісаакович
Микола Ісаакович Пастухов (рос. Николай Исакович Пастухов; нар. 13 травня 1923, Сураж, Гомельська губернія, Білоруська РСР, СРСР — 23 травня 2014, Москва, Росія) — радянський і російський актор театру і кіно. Народний артист РРФСР (1977). Нагороджений Золотою медаллю імені О. Д. Попова (1978). Лауреат театральної премії «Золота маска» в номінації «За честь і гідність» (2005).

## Біографія
У 1941 році, перед війною, поступив в Театральне училище імені М. С. Щепкіна. У березні 1943 року був призваний в Червону армію і направлений у Чебоксарське військове училище зв'язку. Через півроку рядовий Пастухов стає телеграфістом однієї з танкових бригад. У бою під Великими Луками отримав легке поранення, проходив лікування в госпіталі. У 1944 році продовжив службу в Латиській дивізії зв'язківцем.
У 1945—1953 рр. Пастухов був актором Центрального театру Червоної Армії, з 1953 року — Тамбовського драматичного театру ім. Луначарського, в 1957—1958 роках — Московського театру «Современник». З 1958 р. — актор Центрального академічного театру Радянської Армії (нині — Театр Російської армії), театральні роботи в спектаклях: «Дядя Ваня» (за А. Чеховим), «Святая святих» (за І. Друце), «Закон вічності» (за Н. Думбадзе), «Сніги впали», «Холостяк», «Багато шуму з нічого» та ін.
Справжню популярність і визнання отримав в кінематографі, зігравши більше шістдесяти ролей. У 1961 році дебютував в ролі кухаря у картині реж. С. Колосова «Приборкання норовливої». Знімався у провідних режисерів: А. Міхалкова-Кончаловського, С. Соловйова, М. Міхалкова, П. Тодоровського, Р. Балаяна, Родіона Нахапетова, О. Мітти, А. Сурикової, О. Ітигілова та ін.
У 1977 році удостоєний звання Народний артист РРФСР.
У 1999 році нагороджений Золотою пушкінською медаллю «За внесок у розвиток, збереження та примноження традицій вітчизняної культури».
Нагороджений орденами Вітчизняної війни I ступеня, Червоної Зірки, медалями «За бойові заслуги», «За перемогу над Німеччиною у Великій Вітчизняній війні 1941—1945 рр.», ювілейними медалями і пам'ятними знаками.
Жив і працював у Москві. Пішов з життя 23 травня 2014 року.

## Вибрана фільмографія
- «Дядя Ваня» (1970, Ілля Ілліч Телегін)
- «Станційний доглядач» (1972, Самсон Вирін)
- «З тобою і без тебе» (1973)
- «Свій серед чужих, чужий серед своїх» (1974, Степан Ліпягін, чекіст)
- «Раба любові» (1975, Веніамін Костянтинович, сценарист)
- «На край світу…» (1975, старий)
- «Від зорі до зорі» (1975, Федір Васильович Рожнов, Друга премія за виконання чоловічої ролі, ВКФ 1976)[5])
- «Незакінчена п'єса для механічного піаніно» (1977, Порфирій Семенович Глагольєв)
- «Напередодні прем'єри» (1978, Іван Максимович, директор ТЮГу)
- «У день свята» (1978, Пантелеймон Дмитрович Гринін)
- «Кілька днів з життя Обломова» (1979, батько Штольца (озвучив М. Губенко)
- «День весілля доведеться уточнити» (1979, Петро Андрійович Шитов, батько Сергія)
- «Капіж» (1981, Аркадій Семенович)
- «Професія — слідчий» (1982)
- «Ми жили по сусідству» (1982, Іван Дмитрович)
- «Небувальщина» (1983)
- «Гори, гори ясно...» (1983, Тимофій Локтіонов, батько Парфена)
- «Особистий інтерес» (1986, Олексій Степанович Кунцевич)
- «Вікторія» (1987, Оскар Борисович)
- «Християни» (1987, священик)
- «Випробувачі» (1987, реж. О. Бійма)
- «Презумпція невинності» (1988, Петро Микитович, хірург, вимушений псевдоміліціонер, «товариш майор»)
- «Смиренний цвинтар» (1989, священик; Кіностудія ім. О. Довженка)
- «Леді Макбет Мценського повіту» (1989, Зіновій Борисович)
- «Аварія — дочка мента» (1989, дід Валерії)
- «Навіки — 19» (1989, санітар)
- «Російський відділ» (1990, дядько Матвій; США)
- «По 206-й» (1990)
- «Пустеля» (1991, Іоанн)
- «Загублений у Сибіру» (1991, дядя Міша)
- «Як живете, карасі?» (1992)
- «Стрілець неприкаяний» (1993, дід Германа)
- «Петербурзькі таємниці» (1994, Князь Чечевинський)
- «Німий свідок» (1994, сторож)
- «Поліцейська академія 7: Місія в Москві» (1994, США, глава сім'ї)
- «Образа» (1997, фільм-спектакль)
- «Криза середнього віку» (1997)
- «Марш Турецького» (2000)
- «На розі, у Патріарших…» (2003)
- «„Ви не залишите мене...“» (2006, старий) та ін.